# Alfred Winterstein (Psychoanalytiker)
Alfred Winterstein, bis zum Adelsaufhebungsgesetz 1919 Alfred Freiherr von Winterstein, (geboren 25. September 1885 in Wien, Österreich-Ungarn; gestorben 28. April 1958 in Wien) war ein österreichischer Psychoanalytiker.

## Leben
Alfred Robert Friedrich Freiherr von Winterstein war ein Sohn des Geheimrats Friedrich Freiherr von Winterstein und seiner Gemahlin Gabriele, geb. von Joelson. Er besuchte ab 1896 das Franz-Joseph-Gymnasium in Wien und studierte ab 1903 Jura an der Universität Wien. 1904 machte er seinen Einjährigen Wehrdienst. Er absolvierte bis 1909 die ersten drei juristischen Staatsprüfungen, brach dann aber das Jurastudium ab, schrieb sich für Philosophie und Kunstgeschichte ein und wurde 1911 mit der Dissertation Darstellung und Kritik der wichtigsten Temperamentstheorien in alter und neuer Zeit promoviert. 
Seit 1908 beschäftigte er sich mit der Psychoanalyse, belegte 1910 eine Vorlesung bei Sigmund Freud und wurde im selben Jahr Mitglied der Wiener Psychoanalytischen Vereinigung (WPV). Im Januar 1911 referierte er bei deren Mittwochstreffen Über das Schuldgefühl. Er schrieb Artikel für die Neue Freie Presse und veröffentlichte Gedichte in der Fackel. Von Winterstein setzte sein psychologisches Studium bei Wilhelm Wundt in Leipzig und in Zürich bei Eugen Bleuler, C. G. Jung und Constantin von Monakow fort und begann eine Analyse bei Jung. Mit Ausbruch des Ersten Weltkriegs wurde er für die nächsten Jahre Soldat und avancierte zum Rittmeister eines Dragonerregiments.
Nach dem Krieg beendete er seine Lehranalyse bei Eduard Hitschmann in Wien und arbeitete als Analytiker und freier Schriftsteller. Er wandte die psychoanalytische Denkweise auf eine Vielzahl von Fragestellungen der Philosophie und der Literaturgeschichte an. Winterstein beschäftigte sich auch mit der Parapsychologie. Im Jahr 1925 erschien sein Lustspiel Die Herzogin von Elba. Seit 1927 engagierte er sich im Propagandakomitee der WPV. Er wurde Mitglied im Österreichischen PEN-Club und im Verband deutscher Bühnenschriftsteller und Bühnenkomponisten. 
Diese Organisationen wurden 1938 mit dem Anschluss Österreichs verboten und aufgelöst. Winterstein galt den Nazis als „jüdisch versippt“, und er zog sich aus dem öffentlichen Leben zurück und arbeitete als Privatgelehrter an einer psychoanalytischen Studie über Adalbert Stifter, die er als „tiefenpsychologisch“ betiteln musste.
Nach Kriegsende engagierte sich Winterstein bei der Wiedergründung der Wiener Psychoanalytischen Vereinigung und übernahm nach dem Tode August Aichhorns 1949 bis zum Jahr 1957 das Amt des Obmanns. Bei den Konferenzen der International Psychoanalytical Association (IPA) in den Jahren 1953 und 1955 wurde er zu Referaten eingeladen.

## Schriften (Auswahl)
- Gedichte. Heller, Wien 1911
- Drei Fälle von Versprechen, in: Internationale Zeitschrift für Psychoanalyse, 2, 1911, S. 292f.
- Die Nausikaepisode in der Odyssee, in: Imago, 6, 1920, S. 349–383
- Der Ursprung der Tragödie : ein psychoanalytischer Beitrag zur Geschichte des griechischen Theaters. Wien: Internationaler Psychoanalytischer Verlag, 1925
- Die Pubertätsriten der Mädchen und ihre Spuren im Märchen: eine psychoanalytische Studie. Imago, 14, 1928, S. 199–274
- Dürers "Melancholie" im Lichte der Psychoanalyse. Wien: Internationaler Psychoanalytischer Verlag, 1929
- Contributions to the problem of humor. Psychoanalytic Quarterly, 3, 1934, S. 303–316
- Telepathie und Hellsehen im Lichte der modernen Forschung und wissenschaftlichen Kritik. Wien: Leo, 1937
- Adalbert Stifter, Persönlichkeit und Werk: eine tiefenpsychologische Studie. Wien: Phönix, 1946
- Der gegenwärtige Stand der Parapsychologie. Vortrag, gehalten am 17.6.1948 in der Akademischen Gesellschaft für Psychotherapie und Angewandte Psychologie in Innsbruck. Innsbruck: Tyrolia, 1949
- A typical dream-sensation and its meaning. International Journal of Psycho-Analysis, 35, 1954, S. 229–233
- On the oral basis of a case of male homosexuality. International Journal of Psycho-Analysis, 37, 1956, S. 298–302
- Zur Psychoanalyse des Spuks, in: Neue Wissenschaft: Zeitschrift für Grenzgebiete des Seelenlebens, 14, 1966, S. 37–49